# 小氣財神
《小氣財神》又譯《聖誕頌歌》、《圣诞欢歌》或《聖誕述異》是查尔斯·狄更斯的聖誕系列小作品，1843年12月19日初版，由約翰·李奇（John Leech）負責插畫。狄更斯最初寫這本書的動機只不過是為了解決燃眉之急的債務，未料甫出版即造成轟動，於短短一周內初版的六千冊就狂售一空。至今它已是史上最廣受喜愛的聖誕故事之一，在世界各地不斷地以各種語言再版，並多次被改編為電影、電視劇、動畫及舞台劇等，在聖誕季節播放演出，流行的程度歷久不衰。
《小氣財神》其實是寫於一個舊有聖誕傳統逐漸式微的年代；然而由於本書的廣受歡迎，使聖誕節及其蘊涵的精神情操再次得到人們的重視。與狄更斯同時代的英國詩人兼幽默大師托馬斯·胡德（Thomas Hood）在一篇發表於1844年1月的書評當中曾如是說：「如果說聖誕節那古老溫馨好客的傳統及它所建立社會慈善的風尚正面臨傾頹的危機，那麼能夠作為中流砥柱力挽此一狂瀾者，也就是本書了。」
一夜間被源源不絕的所救贖的過程。書名的英文原文直譯則為「看來是個聖誕鬼故事，實質上卻是以散文寫的一首聖誕的頌歌」，因此就不難瞭解狄更斯像處理歌詞一樣地，把全書分為五段：〈馬里的鬼魂〉、〈聖誕三精靈之一〉、〈聖誕三精靈之二〉、〈最後的精靈〉、〈終曲〉。

## 故事

### 馬里的鬼魂（Marley's Ghost）

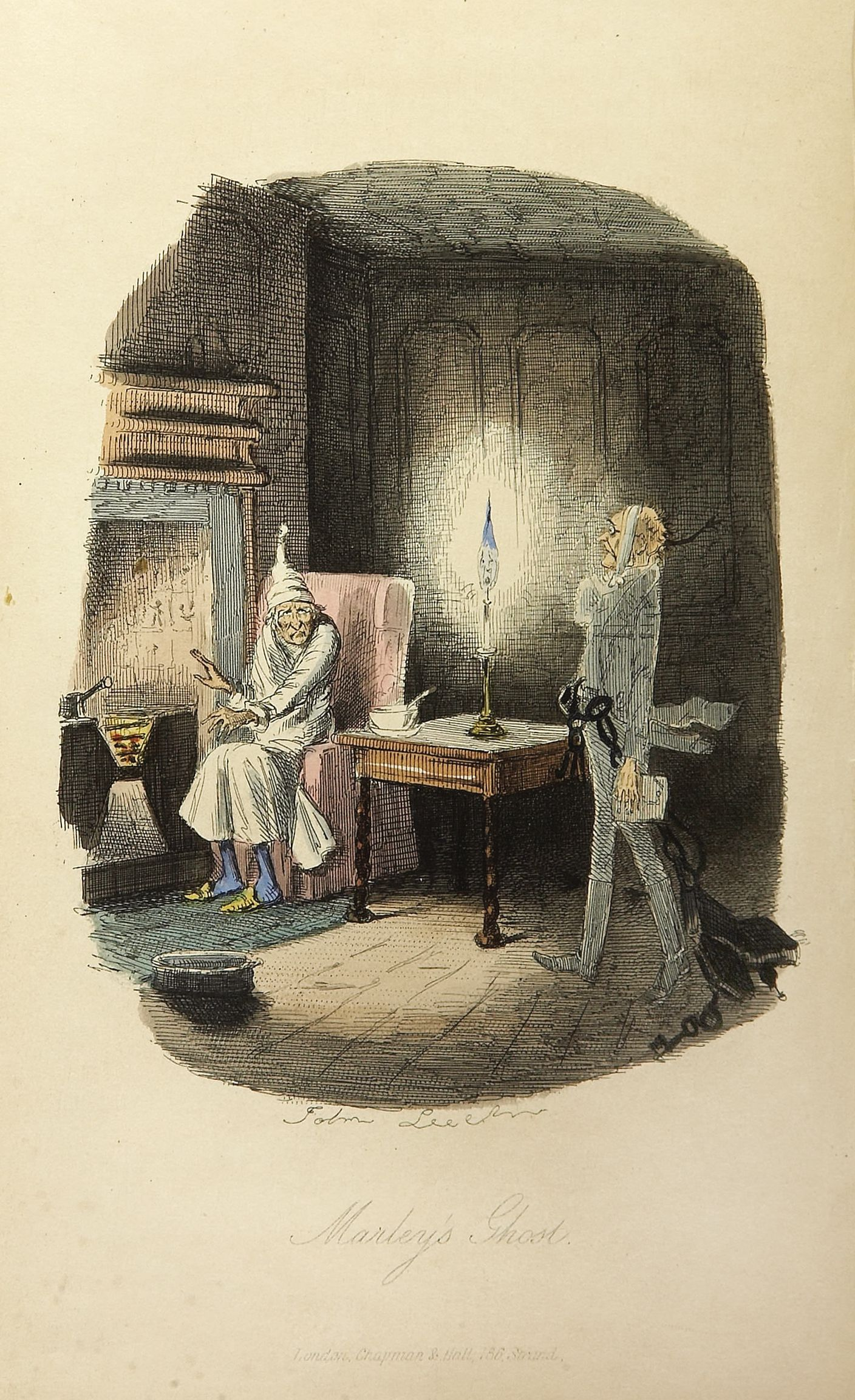
老友馬里的鬼魂造訪史古基

「話說從頭，馬里已經過世了，千真萬確地是過世了。…史古基知道馬里過世了嗎？當然知道！要不然呢？這麼多年來史古基是馬里唯一的事業夥伴、唯一的管理兼執行人、唯一的繼承人、唯一的朋友、也是唯一的哀悼者。僅管如此，史古基顯然十分節哀，因為就連喪禮當天都不改商人的本色，討價還價錙銖必較，大大省下一大筆喪葬費來。」
故事從追溯七年前的新年前夕，史古基的長年合夥人馬里過世的開始；以馬里當時的身後淒涼，來為做人處事與他酷似的本書主角史古基將來的命運預下伏筆。史古基是一个唯利是圖、幾乎不願作出任何與賺錢無關的事情的人，无论是面对慈善团体，还是穷苦的孩童都不愿施舍一分一毫。他不喜欢社交更不願意慶祝聖誕節，史古基認為聖誕節根本就是一年一度的騙局、討人厭地變著哄人掏錢出來而已。
第一個場景在「史古基與馬里公司」。儘管是聖誕前夕卻天氣酷寒，史古基與他的助手鮑伯•克瑞奇依然辛勤工作；由於史古基卻捨不得在火爐中多加幾塊煤炭，讓使鮑伯身裹厚被在工作中還是凍得發抖。史古基的外甥弗瑞德來訪祝賀他的舅舅並邀他隔天至家中共享聖誕晚餐卻被趕出去。緊接著，兩位為救貧慈善的募款人來訪。史古基無動於衷並且認為英國當時的救貧法、及根據救貧法所設立的救濟院已足夠照顧窮人。募款人告訴史古基有關許多窮人寧可餓死也不願上救濟院的情況；但是史古基竟冷酷地答道：「如果他們寧可死，那最好就去死吧，順便還可以解決人口過剩的問題。」的理由拒絕募款。鮑伯在快下班的時候請求史古基明天聖誕節時放他一天的假。史古基冷嘲熱諷百般刁難好久後終於很不情願地答應；但他告誡鮑伯在聖誕節隔天要提早上班作為補償自己的損失。
史古基回到家後盼望一眼屬於前合夥人馬里的房產，苛扣成性的史古基把大多數的房間都出租，只留一小套間給自己居住；其中四壁蕭然又既黑又冷。當史古基開門時門環時，門環竟然一度幻化為馬里蒼白鬼氣的臉龐嚇史古基好大一跳；然而他不知道這將只是自己接下來一夜驚魂的前奏曲而已。受驚的史古基仔細檢查家中各個角落，確定一切如常後安心地換上睡衣睡帽坐在壁爐前吃晚粥。就在此時奇事開始發生。先是壁爐每塊瓷磚上都出現馬里的臉龐，史古基咒罵一聲來回走動幾次想把這幻覺甩掉。重新在壁爐前坐下後他望向一個久已廢棄的通訊鈴，這鈴鐺竟在他驚恐的目光中開始搖晃並帶動屋內所有鈴鐺發出巨響。鈴聲停後遠處傳來金屬曳地的鏗鏘聲彷彿一人拖著沉重鐵鍊行走。聲音通過大門、走上樓梯、愈來愈近，直到史古基無法再安慰自己是幻覺：因為當著他無血色的面前的馬里知鬼魂竟穿過門板進入房中。
史古基發現過世長達七年的馬里，身纏一條由無數帳簿、房地契、鎖鑰與錢箱錢袋所組成的沉重鎖鍊。馬里跟史古基解釋因為他在世時錯用生命對人毫無關愛慈悲，如今被罰在無止盡的悔恨中被枷行走不得休息。而且他生前最看重珍愛的東西卻成為他往生後永恆的負擔。馬里對史古基提出警告，因為他看到七年前史古基的鎖鍊本與自己的鐵鍊一樣沉重甚至持續苛刻斂財的程度早已遠勝自己；如果史古基不學著改變自己的行為否則他往生後的情況會比馬里更為淒慘。馬里臨走時交待史古基時提醒他如果要改變這種情況，他唯一能做的就是聽從在今晚中來訪他家中三位聖誕精靈所提出的忠言並且學會人生的真諦。史古基聽完馬里的忠言時感到不寒而慄卻半信半疑：這一切是真的嗎？也許只是幻覺而已？不論如何，先好好睡一覺吧。當他就寢時一邊想著希望馬里的忠言不是真的也一邊盼望希望明早起來什麼都不再出現，生活又會回到正常。

### 聖誕三精靈之一（The First of the Three Spirits）

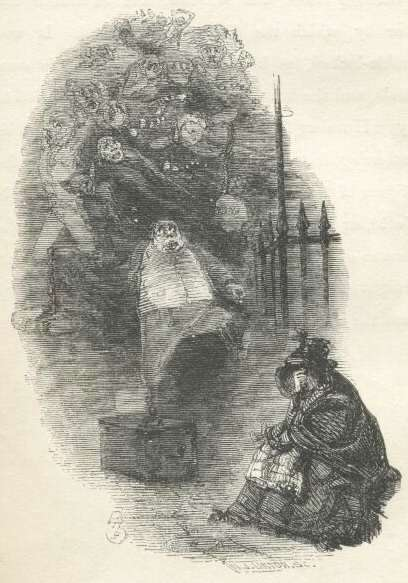
「過去的聖誕精靈」來訪

然而，事與願違。沉睡中的史古基忽地醒來。他經歷重重異象之後看到「過去的聖誕精靈」（The Ghost of Christmas Past）依馬里所言來訪出現在自己的面前。史古基在「過去的聖誕精靈」帶領下穿梭時空來到他的過去，史古基看到還是孩童時期的自己孤單地坐在寄宿學校的教室看著其他學生跟他們的家人回家過節，當時除了對自己不聞不問又冷漠的父親以外，只有姊姊帶著溫暖的親情來接自己回家。史古基回想起他早逝的姊姊生前雖然纖弱瘦小，但是她卻宛如他母親般有著無比的溫馨與仁愛寬廣的心。當「過去的聖誕精靈」看見史古基時就關注著他的情況時彷彿不經意又雲淡風清提到史古基的姊姊生前有一個兒子時，讓史古基一陣愧惶不安也想起弗瑞德正是自己的姐姐遺留在世上的兒子，也想起自己在幾小時前以冷酷的態度來回應弗瑞德對他的親情。
間接著，「過去的聖誕精靈」帶著史古基來到別的聖誕節，史古基看到裡面景象中看到自己在年輕時是個倉房的實習生，他跟他的同伴們都為老闆費立維夫婦工作，聖誕夜當天，史古基跟其他人在費立維先生的熱情的吆喝下跑來慶祝聖誕節，當時費立維先生著開朗的心態對史古基說：「小伙子，聖誕夜到了，不用再工作啦！趕緊把這裡收拾收拾，咱們今晚要好好慶祝呢！」隨著輕快的音樂響起，全倉房的員工與老闆費立維夫婦一起同歡聖誕節。當時眾人一邊唱著跳著也一邊笑著鬧著，這對年輕的史古基來說那是他最多溫暖開心的聖誕夜！曲終人散後的深夜裡，私底下史古基與同伴不住口地讚美費立維先生。 「可是那算甚麼呢？他只不過就是花了幾個小錢罷了，值得你們那樣感激他嗎？」精靈問他。史古基忽然激動起來，在這一瞬間他變回了年輕時的自己：「話不是這麼説的。一個老闆很容易就能左右下屬的情緒，使他們感到快樂或難受丶負擔沉重或輕省丶工作歡喜或痛苦。關鍵在於他的態度及話語，那影響不是金錢可以衡量的。他帶給我們的快樂，價值抵得過一座金礦……」在精靈鋭利的注視下，他忽然停了下來。「怎麼了？」精靈問。史古基回答説：「沒甚麼。」「一定有甚麼。」精靈質問道。史古基説道：「沒甚麼, 沒甚麼。我只是⋯忽然很想對我的助手鮑伯說幾句話。」

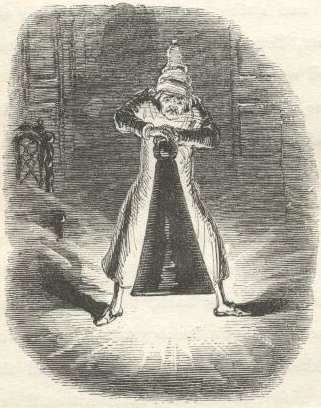
史古基狠狠擠壓精靈的帽子

後來，「過去的聖誕精靈」帶著史古基來到另一個聖誕節，這回史古基看到壯年的自己充滿著貪婪並坐在桌前不停工作，他看到自己的前女友貝拉對自己感到很失望，當時貝拉原本很深愛著史古基，但是史古基為了追求財富徹底地改變他的個性，當他在貝拉的苦勸下為此不耐煩地反唇相譏，認為自己從前是少不更事直至現在才真正充滿智慧。結果貝拉在苦勸未果下選擇離開史古基，老年的史古基看到這影響重大卻被自己在心底冰封已久的回憶再度重現痛苦地說請求「過去的聖誕精靈」不要再讓他繼續看到自己風塵已久的往事，然而「過去的聖誕精靈」毫不理會讓史古基繼續看到他的同夥人馬里去世的幾年後，史古基看到已嫁他人的貝拉正與她的丈夫與兒女們共渡著聖誕節。那時貝拉的丈夫剛從外面帶著他要給妻兒的聖誕禮物回來和貝拉提起史古基在聖誕夜點著蠟燭坐在辦公室裡加班，以及馬里過世後仍然是孤單一人的狀況，後來老史古基在情緒激動中與「過去的聖誕精靈」不斷地掙扎，當他抓住「過去的聖誕精靈」的帽子用力壓下去時，「過去的聖誕精靈」被壓扁的期間化成一道光遁入地下，同時史古基忽然發現他回到自己的臥室意有未甘地將手中的帽子再狠狠地擠壓下終於支撐不住昏睡過去。

### 聖誕三精靈之二（The Second of the Three Spirits）

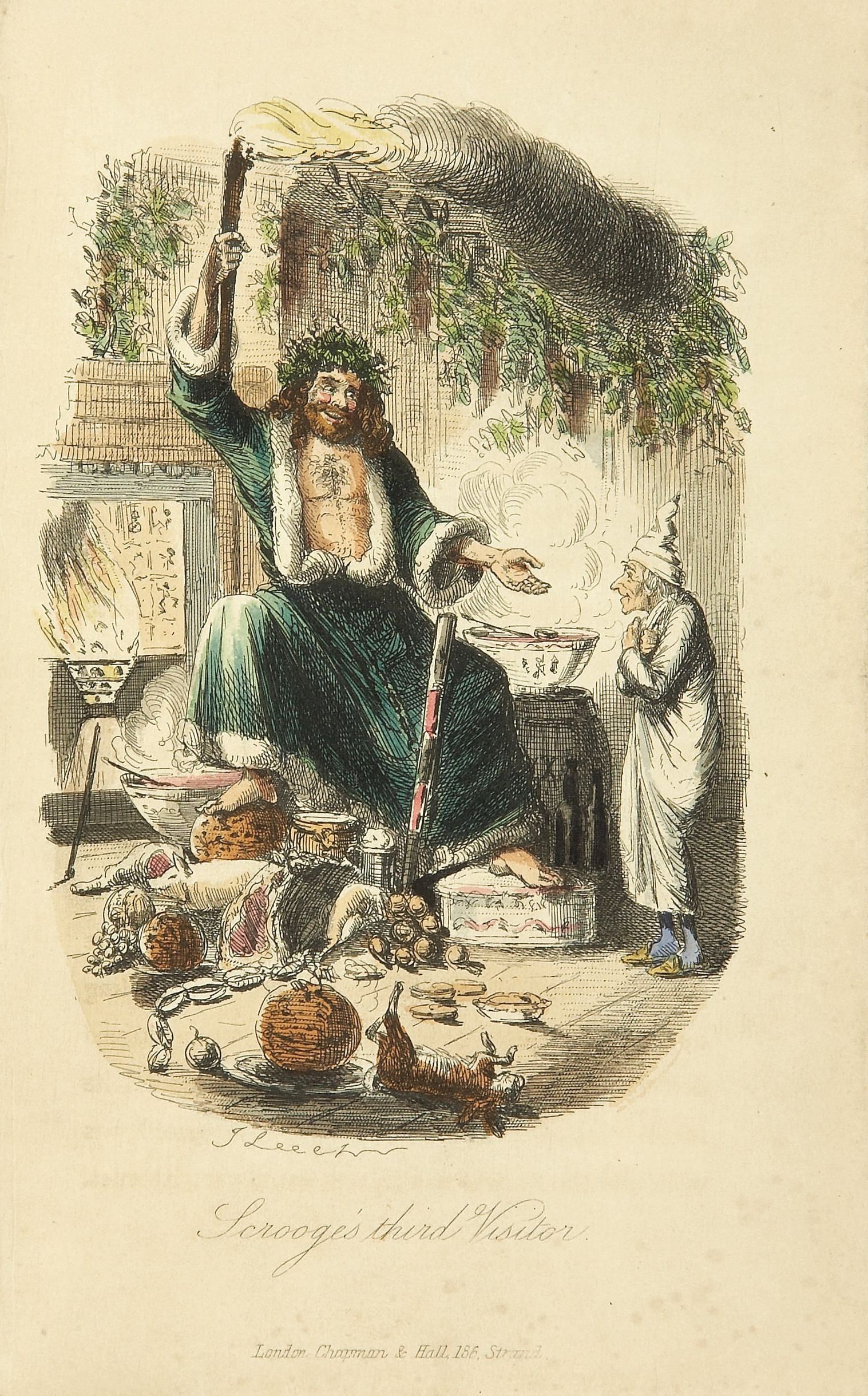
史古基與「現在的耶誕精靈」

沒多久，「現在的聖誕精靈」（The Ghost of Christmas Present）出現史古基的面前，祂帶著史古基去他的助手鮑伯的家，史古基發現鮑伯面對生活困苦卻為了他的五個孩子而拼命為自己工作，鮑伯與他的妻子共育有五個孩子(大女兒瑪莎、二女兒貝琳達、兒子小彼得、二位小克瑞奇（一男一女）以及殘障的老么小提姆)，鮑伯夫婦即使不是富人卻盡力的做出豐富的聖誕節菜餚，雖然依然是平凡無奇的烤鵝與布丁，但是對鮑伯一家人來說這樣的氣氛卻是溫暖和樂。史古基發現小提姆不只有殘障的情況還生病很嚴重，他對自己的行為產生愧疚也很同情小提姆的情況，但是「現在的聖誕精靈」卻以史古基的腔調回應著小提姆的命運。祂告訴史古基因為他的貪婪與吝嗇，導致鮑伯全家無法支付許多的醫藥費給小提姆治病，除非他有什麼改變，不然小提姆將會無法活下去。
後來，「現在的聖誕精靈」帶著史古基來到弗瑞德的家，他們看到弗瑞德跟他所有親戚講互相嬉戲，史古基在過程中發現自己在所有親人們的眼中是個令人討厭的小氣鬼守財奴，但是只有弗瑞德始終把自己視為他最珍惜的家人。在最後聖誕精靈特地警告史古基要小心他腳下的一對名為無知與貪婪（Ignorance and Greed）的孩子。當史古基問聖誕精靈他們有沒有救助資源時，聖誕精靈在離開前回答出：「難道沒有監獄嗎？難道沒有救濟院嗎？」的話並且嘲諷史古基對募款人上前提出關注窮人的關心。

### 最後的精靈（The Last of the Three Spirits）
後來，「未來的聖誕幽靈」（The Ghost of Christmas Future）出現在史古基的面前，祂雖然沉默不語卻仍然帶著史古基來到未來的聖誕節景象。史古基先是發現自己正好在这天的聖誕節當天過世後，他的葬禮除了親人與朋友之外只有當地的商人出席（條件是要提供午餐），但是他們卻對自己帶來不少的不屑言語和嘲諷自己生前未做好事，讓自己過世後不得而終的情況。不只如此，他發現自已的女傭、洗衣工人和殯儀館把自己的所有家具跟財產全數販售出去，還有不少人對自己的離世保持著不同情的態度，當史古基看到鮑伯一家正在對小提姆的離世感到悲慟不已產生悔意，當「未來的聖誕幽靈」帶史古基來到墓園並且指著沒有人管理、刻有自己名字的墓碑後，史古基立即悔悟並且哀求「未來的聖誕幽靈」給他要徹底改變自己的機會，但是「未來的聖誕幽靈」帶史古基回去他家不久後就消失。

### 終曲（The End of It）
後來，史古基在三個聖誕幽靈的引導下徹底改變自己以往的生活方式，他不但改正錯誤並且幫助許多需要幫助的人。史古基先是找前天來找自己的兩個募款人並且捐贈大量的錢來救濟窮人，他還匿名贈給鮑勃一隻大火雞並且出席弗瑞德聖誕晚餐的邀請。隔天，史古基給鮑勃加薪讓他有醫藥費來治癒小提姆的病，因此史古基成為小提姆的教父，就像是小提姆提出的話「上帝保佑我們每一個人！」。從今以後，史古基以熱心協助別人徹底深刻體會聖誕感恩與助人的真諦。

## 主要角色
| 人物            | 原文名                          | 備註                                                                       |
| 艾比尼澤·史古基 | Ebenezer Scrooge                | 吝嗇的生意人，主角                                                         |
| 弗瑞德          | Fred                            | 史古基之亡姊的兒子，史古基的外甥，                                         |
| 雅各布·马利     | Jacob Marley                    | 史古基的合夥人，已過世，一出場就是鬼魂                                     |
| 鮑勃·克拉奇     | Bob Cratchit                    | 史古基的夥計，家境貧困，與妻子育有包含鮑伯在內的五個孩子。                 |
| 小提姆          | Tiny Tim                        | 鮑伯瘦弱殘障的小兒子                                                       |
| 費立維先生      | Mr. Nigel Fezziwig              | 史古基的前僱主，與妻子對待員工慷慨友善。                                   |
| 貝拉            | Belle                           | 史古基過去的戀人，因為苦勸醉心利益的史古基未果而選擇離開他，嫁與他人成家。 |
| 過去的聖誕幽靈  | The Spirit of Christmas Past    | 聖誕三精靈之一                                                             |
| 現在的聖誕幽靈  | The Spirit of Christmas Present | 聖誕三精靈之二                                                             |
| 未來的聖誕幽靈  | The Spirit of Christmas Future  | 聖誕三精靈之三（死神）                                                     |

## 中文翻譯

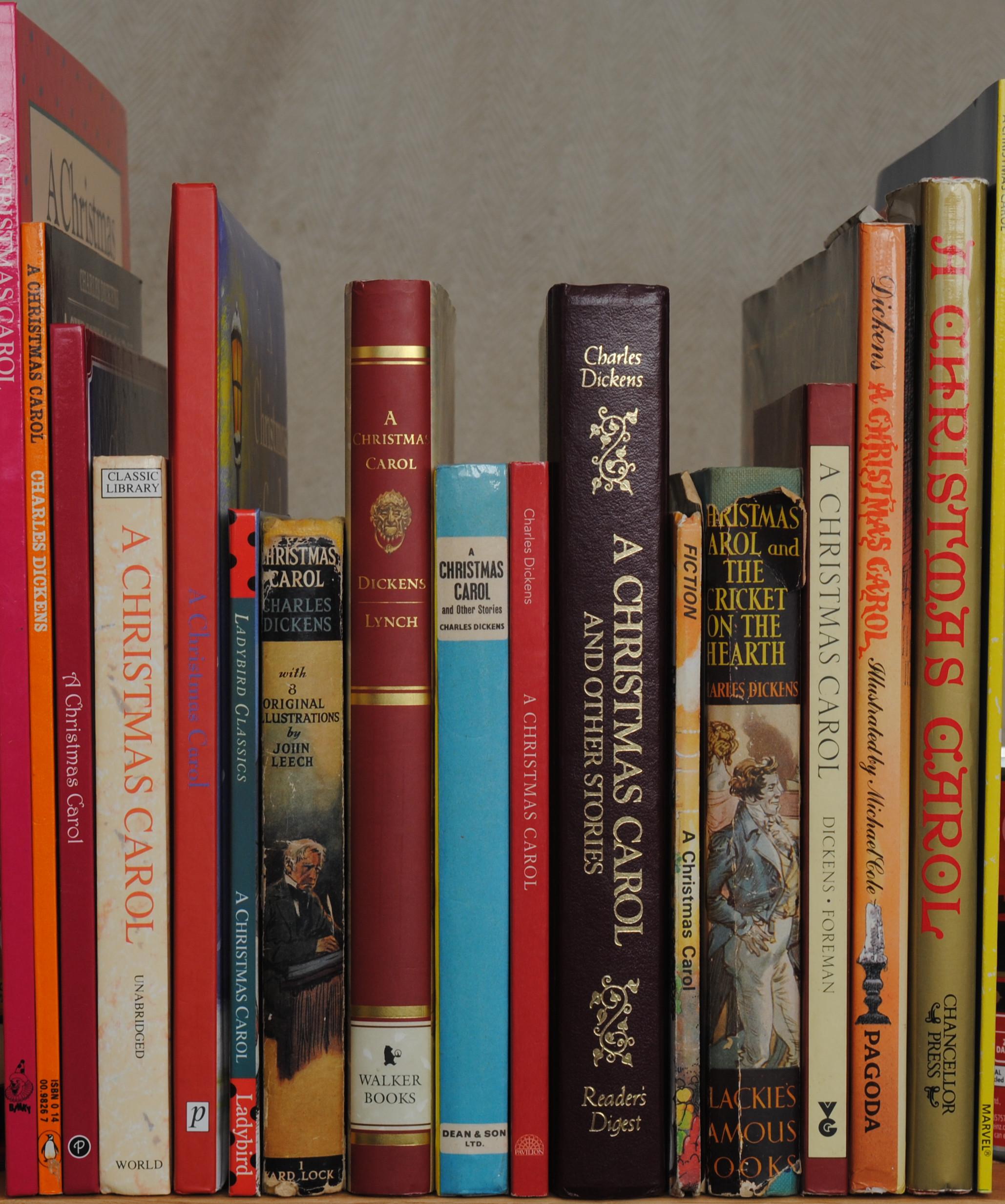

《小氣財神》是狄更斯最早被譯為中文的作品之一。1914年，竟生的譯本《慳人夢》刊登在《小說時報》上；次年，孫毓修的譯本《耶穌誕日賦》刊登在《小說月報》上。1919年，聞野鶴的《鬼史》的譯本由上海東阜兄弟圖書館出版。同年，蘇梅節的譯本《客來及特之耶蘇聖誕節》在《北京女子高等師範文藝會刊》上刊登。1928年，謝頌羔的譯本《三靈》由上海商務印書館出版。1945年，方敬的譯本《聖誕頌歌》由重慶文化生活出版社出版。在1955年和1957年，又有兩個以《圣诞欢歌》為名的譯本出版:216。
1958年，泰來的譯本《聖誕鬼異》在台灣由全民出版社出版。

## 改編作品

### 電影
- 《米奇的快樂聖誕（英语：Mickey's Christmas Carol）》（1983年）：迪士尼出品，由Burny Mattinson导演，Alan Young和Wayne Allwine主演的一部電視動畫特別節目。這是米奇在1953年最後一套電影短篇動畫《簡單的東西》（The Simple Things）事隔30年後再次動畫化，同時是約翰·拉薩特的早年動畫生涯代表作。
- 《布偶聖誕頌（英语：The Muppet Christmas Carol）》（1992年）
- 《圣诞颂歌（英语：A Christmas Carol (1997 film)）》（1997年）
- 《芭比之聖誕歡歌》（2008年）：環球影業出品，以DVD的形式發售的錄影帶首映動畫作品。由威廉·劉（英语：William Lau）导演，也是芭比動畫系列的第一部節慶主題影片。
- 《聖誕夜怪譚》（2009年）：迪士尼出品，由羅拔·湛米基斯导演，金·凯瑞主演的一部动画奇幻片。
- 《聖誕發明家（英语：The Man Who Invented Christmas (film)）》（2017年）：Rhombus Media出品，由贝瑞特·奈鲁利作為導演，英国男星丹·史蒂文斯等人主演的喜劇電影。
- 《耶誕魔力響叮噹》（2022年）
- 《小氣財神史顧己：聖誕頌歌（英语：Scrooge: A Christmas Carol）》（2022年）

### 電視
- 《摩登原始人：圣诞礼赞（英语：A Flintstones Christmas Carol）》（1994年）
- 《圣诞欢歌（英语：A Christmas Carol (1999 film)）》（1999年）
- 《小氣財神：快樂頌》（2004年）：NBC出品，由凱西·葛雷莫、傑西·馬丁（英语：Jesse L. Martin）、珍·考克斯基等主演的電視電影[7]。
- 《凯瑟琳·塔特秀之奶奶的圣诞颂歌（英语：Nan's Christmas Carol）》（2009年）：BBC出品，由Gordon Anderson导演，凯瑟琳·塔特、大卫·田纳特等主演的一辑喜剧节目。
- 《神秘博士：圣诞颂歌（英语：A Christmas Carol (Doctor Who)）》（2010年）：BBC出品，由史蒂芬·莫法特编剧、Toby Haynes导演，马特·史密斯主演的一部电视特辑。
- 《聖誕頌歌（英语：A Christmas Carol (TV series)）》（2019年）

## 外部連結
- 《小氣財神》 （页面存档备份，存于） - 格拉斯哥大學的特別收錄版本（有插圖）
- 《小氣財神》 - 有聲版本
- (English version in Wikisources) （页面存档备份，存于）